# Catedral de San Nicolás de los Marinos
La catedral de San Nicolás de los Marinos (en idioma ruso Никольский морской собор, Nikolski morskoi Sobor), es una gran iglesia de estilo barroco isabelino situada en el centro de San Petersburgo (Rusia), en la plaza de San Nicolás.
Pertenece a la Iglesia Ortodoxa Rusa y está dedicada a san Nicolás de Bari, patrón de la gente de mar.

## Historia
La catedral fue construida en los años 1753-1762 según el proyecto de Savva Txevakinski, uno de los grandes arquitectos rusos del siglo XVIII, sustituyendo una antigua iglesia de madera. Fue fundada por los marineros y los empleados del Almirantazgo, que vivían en esa zona, por lo que se puso bajo la advocación de su patrón San Nicolás, por lo que se conoce como la iglesia del Mar, o de los Marineros. Entre 1755 y 1758 se construyó el campanario, exento, de cuatro pisos, rematado con una aguja dorada, que se sitúa junto al canal de Kriúkov, a una distancia sensible de la Catedral.
La inferior, para el uso diario, está dedicada a San Nicolás, se encuentra medio en penumbra y está iluminada con luces, velas y candelabros, los iconos son obra de los hermanos Fedot y Mina Klokólnikov (1755-1757). La pieza más venerada de la catedral, un icono griego de San Nicolás hecho en el siglo XVII con una porción de sus reliquias, se encuentra en la iglesia inferior. Contrasta claramente con la iglesia superior, dedicada a la Epifanía, utilizada los domingos y los festivos, más amplia y brillante y con una exuberante decoración barroca de ornamentación dorada, estucos y pinturas italianizantes. Tiene un magnífico iconostasio realizado entre el 1755 y el 1760 y el altar fue consagrado en presencia de la emperatriz Catalina II de Rusia, que nombró catedral a la iglesia de nueva construcción.
En 1908, en el jardín de delante de la catedral se erigió el obelisco de Tsushima en memoria de los caídos en la batalla de Tsushima de la guerra Ruso-japonesa.
Durante la época soviética, la catedral fue una de las pocas iglesias de San Petersburgo que no fue clausurada. En 1967, se celebró la misa de difuntos para el entierro de la poetisa Anna Ajmátova. La iglesia está dedicada a los perdidos en el mar y se encuentran placas conmemorativas con los nombres de los marineros desaparecidos.

## Arquitectura
La catedral de San Nicolás pertenece al estilo arquitectónico barroco isabelino. Tiene planta de cruz griega, la fachada, pintada de blanco y azul, está sostenida con columnas corintias y arquitrabes de estuco, con un gran entablamento. La coronan cinco cúpulas doradas, la más alta mide 52 metros. La iglesia tiene capacidad para 5.000 personas.

## Pasado reciente
En el año 2000 se consagró una capilla en el nivel inferior de la torre del campanario.
En la iglesia superior, se encuentran las placas conmemorativas de la tripulación del submarino nuclear K-278 Komsomolets y de las de otros submarinos soviéticos hundidos. Desde el año 2000, se celebran en la catedral actos conmemorativos por los marineros del submarino K-141 Kursk.

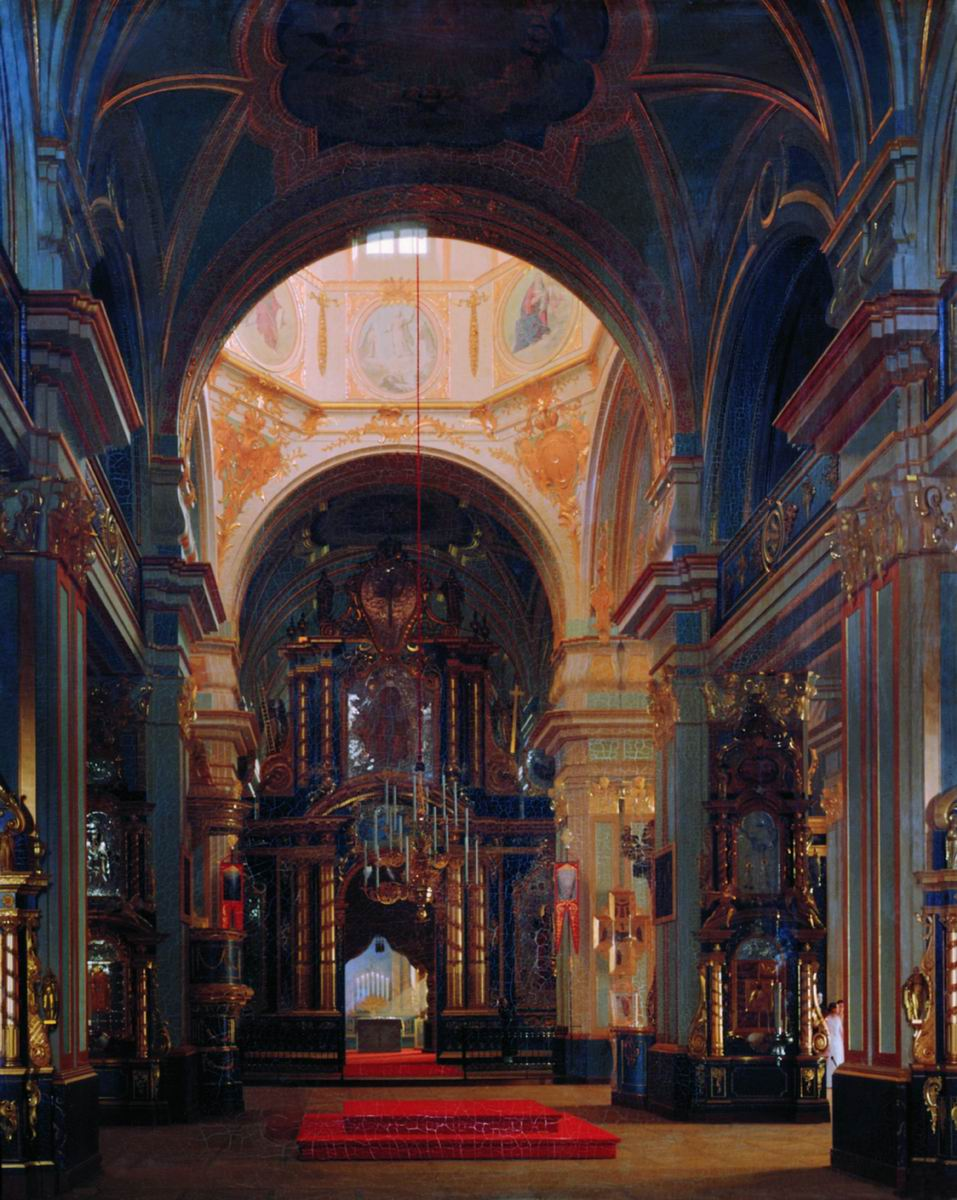
Vista interior de la Catedral Marítima de San Nicolás en San Petersburgo, de Sergey Zaryanko (1843)
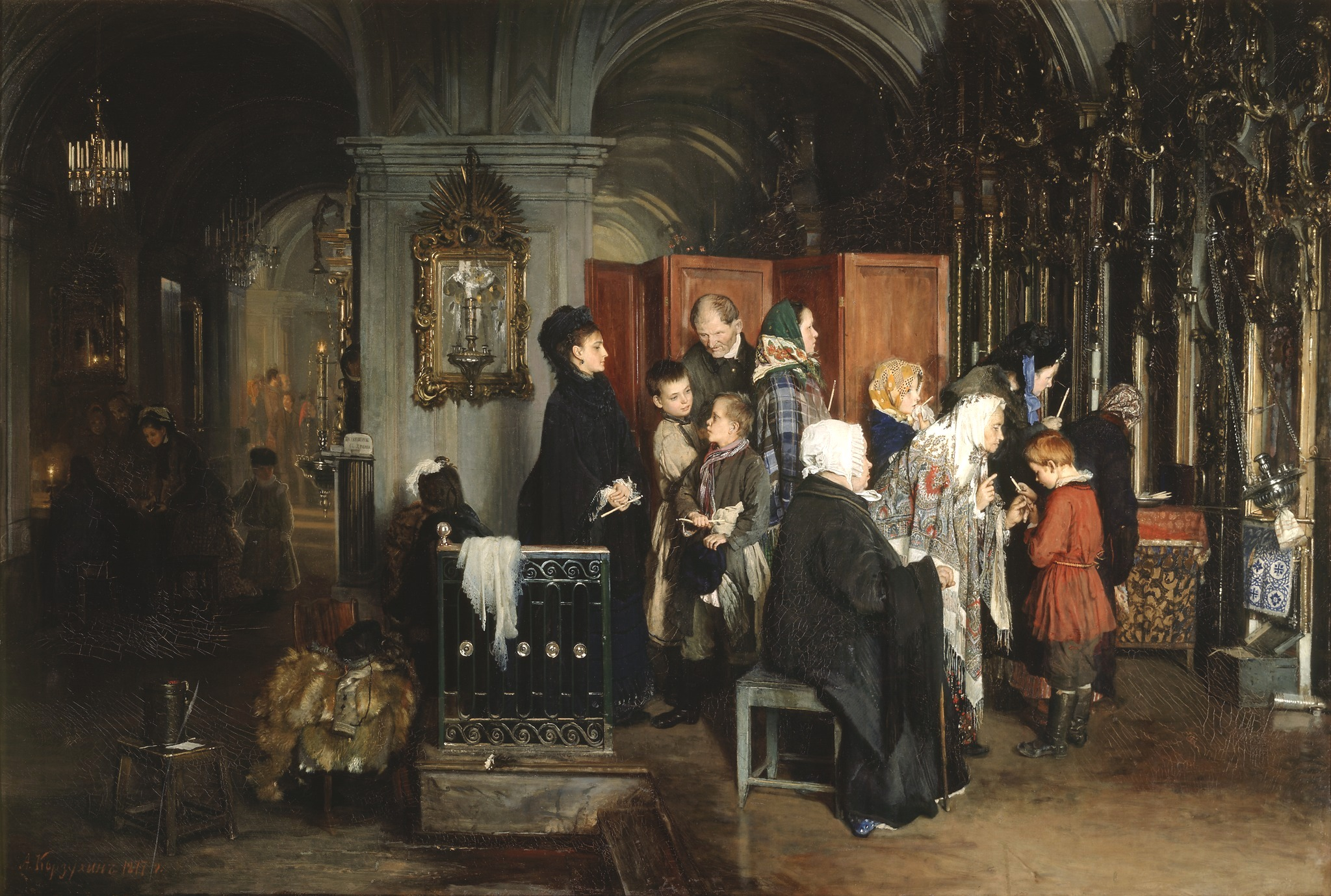
Alexei Korzukhin. «Antes de la confesión» (1877). Se representa el interior de la Catedral Naval de San Nicolás en San Petersburgo
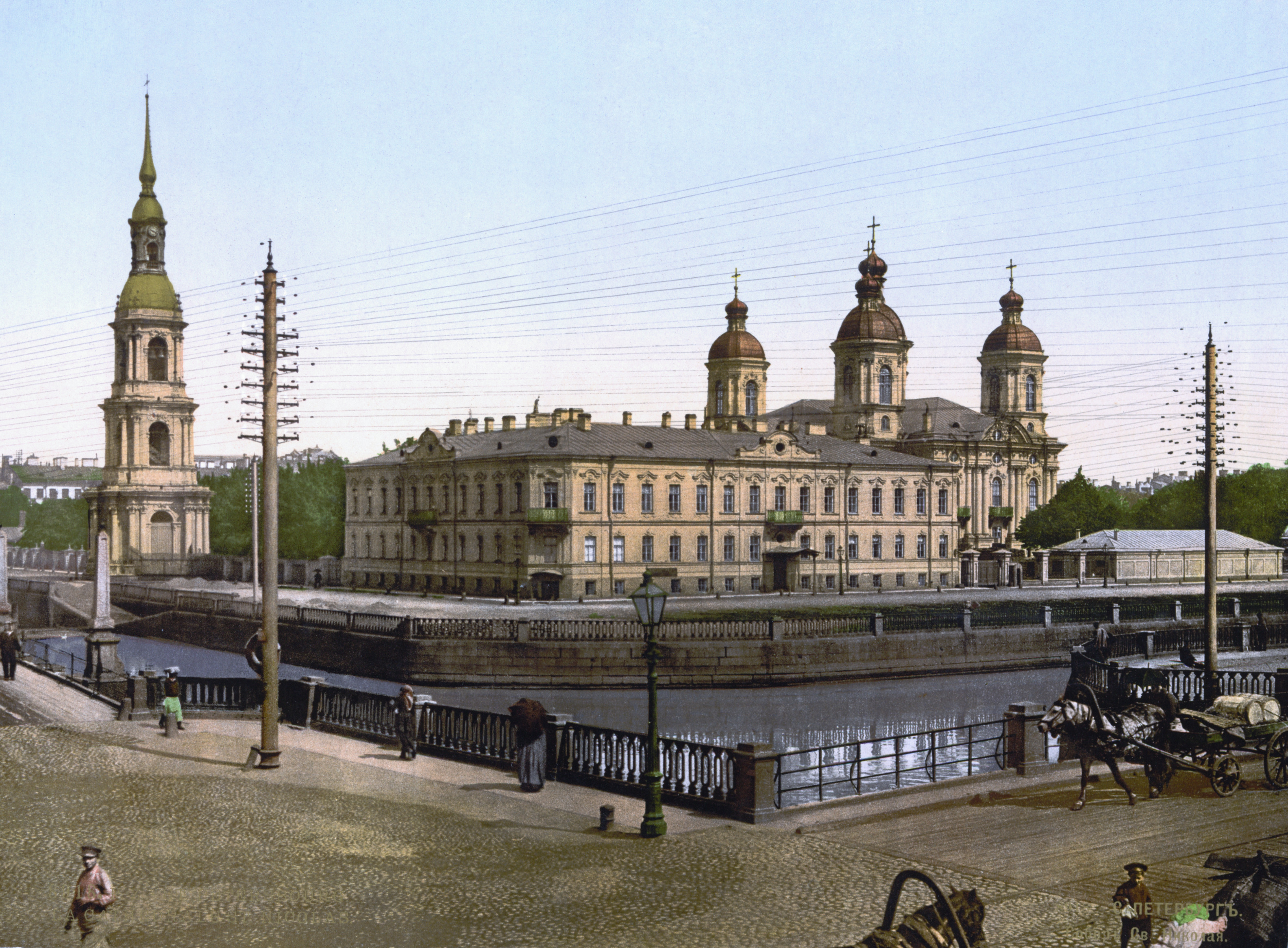
Vista de la Catedral Naval de San Nicolás, fotolitografía de la década de 1890
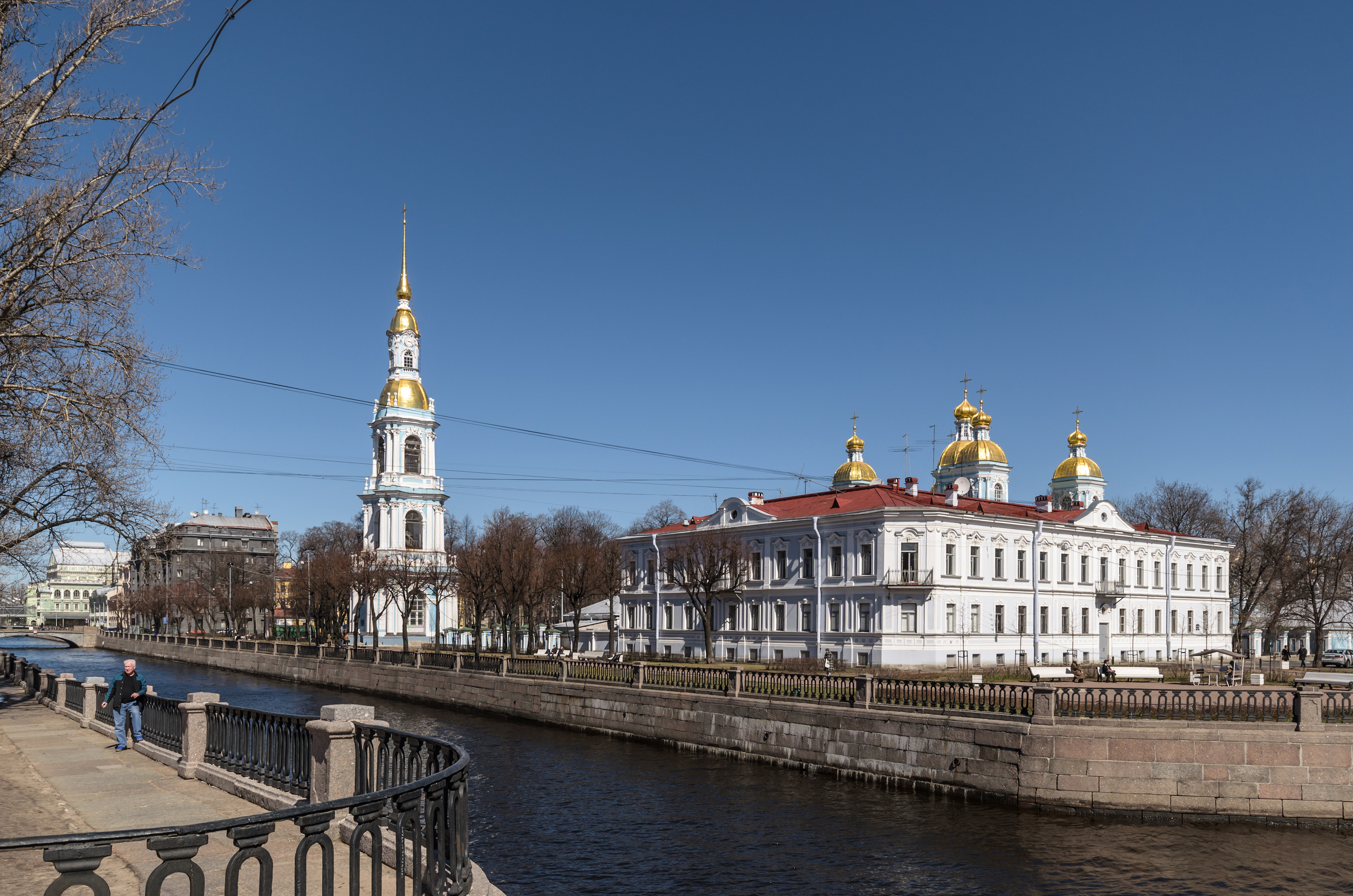
Vista de la Catedral Naval de Nicholas,  foto de 2013